# 鼻咽血管纤维瘤
鼻咽血管纤维瘤（英文：Nasopharyngeal angiofibroma），是一种從组织學上角度來說是良性但具有局部侵袭性的鼻咽部血管纤维瘤。它一般從蝶腭孔上缘開始生長，並逐步蔓延至鼻腔后部。男性青少年是該腫瘤的易發人群。虽然鼻咽血管纤维瘤是一种良性肿瘤，但它具有局部侵袭性，可能會侵犯鼻、颊、眼眶或脑。鼻咽血管纤维瘤的患者通常會出現单侧鼻腔阻塞並伴有大量鼻衄。